# Cernans
Cernans é uma comuna francesa na região administrativa de Borgonha-Franco-Condado, no departamento de Jura. Estende-se por uma área de 5,51 km². Em 2010 a comuna tinha 146 habitantes (densidade: 26,5 hab./km²).